# Krakatoa: The Last Days
Krakatoa: The Last Days is een BBC docudrama over de uitbarsting van de vulkaan Krakatau in 1883. Het verhaal is zo veel mogelijk gebaseerd op authentieke bronnen zoals het ooggetuigenverslag van de Nederlandse geoloog Rogier Verbeek en het dagboek van Johanna Beijerinck, echtgenote van Willem Beijerinck, een Nederlandse bestuurder op Zuid-Sumatra. De ramp is in de geschreven geschiedenis van de mensheid de op een na grootste vulkaanuitbarsting, na Tambora in 1815. De vulkaan spuwde meer dan 18 kubieke kilometer tefra uit in minder dan 48 uur; meer dan 36.000 mensen vonden de dood, enkele duizenden op naburige eilanden door hete en giftige gassen en gloeiend gesteente, de meeste op de kusten van Java en Sumatra door tsunami's. Honderden kampongs en tientallen steden werden verwoest. Na een climax in de film kan Verbeek slechts droevig verzuchten, "the waves were more than forty metres high".